# Kjell-Åke Nilsson
Kjell-Åke Nilsson (ur. 5 kwietnia 1942 w Östmark w gminie Torsby) – szwedzki lekkoatleta, specjalista skoku wzwyż, dwukrotny olimpijczyk.
Zajął 7.–10. miejsce na igrzyskach olimpijskich w 1960 w Rzymie. Na mistrzostwach Europy w 1962 w Belgradzie zajął 10. miejsce. Na igrzyskach olimpijskich w 1964 w Tokio zajął 6.–7. miejsce.
Zdobył brązowy medal na pierwszych europejskich igrzyskach halowych w 1966 w Dortmundzie. Zajął 8.–9. miejsce na mistrzostwach Europy w 1966 w Budapeszcie.
Zwyciężył w mistrzostwach nordyckich w 1965, a w 1963 zajął 2. miejsce.
Nilsson był mistrzem Szwecji w skoku wzwyż w 1963 oraz halowym mistrzem w 1966.